# Tanker Derbent
Tanker Derbent (Танкер «Дербент») è un film del 1941 diretto da Aleksandr Michajlovič Fajncimmer.